# Damaskin (Papajanakis)
Damaskin, imię świeckie Damaskinos Papajanakis (gr. Δαμασκηνός Παπαγιαννάκης; ur 1958 w Chanii, zm. 8 kwietnia 2025 w Atenach) – grecki duchowny prawosławny w jurysdykcji Patriarchatu Konstantynopola, od 2006 do 2025 metropolita Kydonii i Apokoronas w Autonomicznym Kościele Krety.

## Życiorys
W 1981 przyjął święcenia diakonatu, a w 1982 prezbiteratu. 18 listopada 2006 otrzymał chirotonię biskupią.